# ФК «Славія» (Прага) в сезоні 1926—1927
Сезон ФК «Славія» (Прага) 1926—1927 — сезон чехословацького футбольного клубу «Славія». У чемпіонаті Чехословаччини команда посіла друге місце. У Середньочеському кубку команда здобула перемогу.

## Склад команди
| № | Поз. | Нац.           | Гравець             |
| - | ---- | -------------- | ------------------- |
|   | ВР   | Чехословаччина | Франтішек Планічка  |
|   | ВР   | Чехословаччина | Йозеф Слоуп-Штаплік |
|   | ЗХ   | Чехословаччина | Франтішек Гоєр      |
|   | ЗХ   | Чехословаччина | Еміл Сейферт        |
|   | ЗХ   | Чехословаччина | Зденек Куммерманн   |
|   | ЗХ   | Чехословаччина | Ян Сікора           |
|   | ПЗ   | Чехословаччина | Йозеф Плетиха       |
|   | ПЗ   | Чехословаччина | Карел Чипера        |
|   | ПЗ   | Чехословаччина | Франтішек Плодр     |
|   | ПЗ   | Чехословаччина | Антонін Водічка     |
|   | ПЗ   | Чехословаччина | Йозеф Кухарж        |

| № | Поз. | Нац.           | Гравець           |
| - | ---- | -------------- | ----------------- |
|   | ПЗ   | Чехословаччина | Антонін Шинделарж |
|   | ПЗ   | Чехословаччина | Франтішек Яловец  |
|   | НП   | Чехословаччина | Антонін Пуч       |
|   | НП   | Чехословаччина | Їндржих Шолтис    |
|   | НП   | Чехословаччина | Франтішек Свобода |
|   | НП   | Чехословаччина | Карел Бейбл       |
|   | НП   | Чехословаччина | Отто Шимонек      |
|   | НП   | Чехословаччина | Карел Подразіл    |
|   | НП   | Чехословаччина | Йозеф Чапек       |

## Чемпіонат Чехословаччини

### Підсумкова таблиця
|   | Команди              | І | В | Н | П | МЗ | МП | О  |
| - | -------------------- | - | - | - | - | -- | -- | -- |
| 1 | Спарта (Прага)       | 7 | 6 | 1 | 0 | 33 | 6  | 13 |
| 2 | Славія (Прага)       | 7 | 5 | 1 | 1 | 30 | 12 | 11 |
| 3 | Богеміанс (Прага)    | 7 | 3 | 2 | 2 | 14 | 15 | 8  |
| 4 | Кладно               | 7 | 3 | 1 | 3 | 18 | 26 | 7  |
| 5 | Краловські Виногради | 7 | 2 | 2 | 3 | 13 | 14 | 6  |
| 6 | Вікторія (Жижков)    | 7 | 2 | 2 | 3 | 17 | 22 | 6  |
| 7 | Нусельский (Прага)   | 7 | 1 | 2 | 4 | 14 | 22 | 4  |
| 8 | Метеор-VIII (Прага)  | 7 | 0 | 1 | 6 | 9  | 31 | 1  |

## Середньочеський кубок
1/2 фіналу
- 13.10.1926. «Славія» (Прага) — «Славой» (Жижков) — 3:1 (Свобода, 20, Ф.Гоєр, 45-пен, 70-пен — Гоук, 79)

«Славія»: Франтішек Планічка — Зденек Куммерманн, Франтішек Гоєр — Антонін Водічка, Ян Сікора, Еміл Сейферт — Карел Подразіл, Франтішек Свобода, Їндржих Шолтис, Антонін Пуч, Отто Шимонек.
Фінал
| 1926 |

| «Славія» (Прага)                                                             | 10 — 0 | «Краловські Виногради» (Прага) |
| ---------------------------------------------------------------------------- | ------ | ------------------------------ |
| Пуч 8' 51' 57' 73' ?' Гоєр 27' (пен.) Плетиха 38' Шимонек 64' ?' Подразіл ?' |        | Я.Кашпар 65 Пехар 89           |

| Прага Глядачів: 1200—1500 Арбітр: Длабач |

«Славія»: Франтішек Планічка — Зденек Куммерманн, Франтішек Гоєр — Антонін Водічка, Йозеф Плетиха, Еміл Сейферт — Карел Подразіл, Йозеф Чапек, Їндржих Шолтис, Антонін Пуч, Отто Шимонек. Тренер: Джон Вільям Мадден
«Краловські Виногради»: Войтех Краль — Мирослав Губка, Франтішек Пехар — Антонін Носек, Ярослав Кашпар, Карел Чипера — Франтішек Добіаш, Рудольф Слоуп-Штапл, Йозеф Тихий, Милослав Кашпар, Емануель Гліняк
| Воротар: Франтішек Планічка (2). Захисники: Франтішек Гоєр (2.3), Зденек Куммерманн (2). Півзахисники: Антонін Водічка (2), Еміл Сейферт (2), Йозеф Плетиха (1.1), Ян Сікора (1). Нападники: Антонін Пуч (2.5), Отто Шимонек (2.2), Їндржих Шолтис (2), Карел Подразіл (2.1), Йозеф Чапек (1), Франтішек Свобода (1.1). Тренер: Джон Вільям Мадден. |

## Товариські матчі
| ТМ 18.09.1926 | «Славія»                                                                    | 6:1        | «Ювентус»  | Турин |  |
| | Ф.Гоєр 5' (пен.) Чапек 8' Розетта 31' (аг.) Пуч 42' Подразіл 57' Шолтис 85' | (протокол) | 55' А.Вояк |       |  |
| Славія: Франтішек Планічка, Франтішек Гоєр, Зденек Куммерманн, Антонін Шинделарж, Ян Сікора, Еміл Сейферт, Карел Подразіл, Їндржих Шолтис, Йозеф Чапек, Антонін Пуч, Отто Шимонек Ювентус: Джанп'єро Комбі, Вірджиніо Розетта, Луїджі Аллеманді, Йозеф Віола, Маріо Менегетті, Альфредо Гатті, Федеріко Мунераті, Антоніо Вояк, Ференц Хірзер, Джузеппе Граббі |                                                                             |            |            |       |  |